# Tiersoziologie
Die Bezeichnung Tiersoziologie wurde in den 1920er-Jahren für ein Teilgebiet der damals so genannten Tierpsychologie eingeführt, in dem das Sozialverhalten der Tiere erforscht wurde, speziell ihre Interaktion beispielsweise in Rudeln, Schwärmen oder Nistgruppen. Während sich die Bezeichnung Pflanzensoziologie für eine Methode in der Vegetationskunde im Fachgebiet Botanik bis heute erhalten hat, setzte sich die Bezeichnung Tiersoziologie in der Verhaltensbiologie nicht durch.
Tiersoziologie ist auch innerhalb der Soziologie kein Fachbegriff.